# 5-Tiles
5-Tiles - это виртуальная клавиатура для мобильных устройств с сенсорным экраном, работающая под управлением операционной системы Android. Для него требуется небольшой объем пространства, оставляющий как можно больше места для программного обеспечения, которому требуется клавиатура. Как видно из названия, на одной строке клавиш на клавиатуре ровно пять клавиш. Символы набираются жестами касанием и смахиванием
.
Все пять клавиш этой клавиатуры имеют разные цвета, чтобы их можно было легко различить. У вас есть следующие варианты для ввода символа:
- Нажмите на одну из пяти кнопок
- Проведите вверх или вниз, начиная с одной из кнопок
- Проведите путь по оси x, начиная с одной из кнопок, меняя направление на разные кнопки и разное количество раз - в зависимости от символа - до тех пор, пока вы, наконец, не окажетесь на одной из кнопок
- Сделайте чит-лист видимым с помощью простого жеста, а затем коснитесь одного из символов в списке[3]

Концепция этой клавиатуры была придумана в 2004 году. Соучредитель компании, создавшей эту клавиатуру, Михал Кубацки, сначала не обладал навыками программирования. Он приобрел некоторые навыки, которые позволили ему написать базовое программное обеспечение для тестирования и дальнейшей разработки клавиатуры. Он связался с людьми, которые помогли ему создать продукт в качестве виртуальной клавиатуры для устройств Android. Ранняя версия была загружена тысячи раз. На Droidcon Demo Camp 2013 компания заняла второе место. Это было также награждено в других соревнованиях.